# Людвігсбург (район)
Людвігсбург (нім. Landkreis Ludwigsburg) — район у Німеччині. Центр району — місто Людвігсбург. Район входить до складу землі Баден-Вюртемберг. Підпорядковане адміністративному округу Штутгарт. Займає площу 686,82 км².  Населення становить 544 971 ос. (станом на 31 грудня 2020). Щільність населення 748 осіб / кв.км.
Офіційний код району 08 1 18.
Район поділяється на 39 общин.

## Міста й общини

### Міста
1. Асперг (12 842)
2. Безіґгайм (11 797)
3. Бітіггайм-Біссінген (42 022)
4. Беннігайм (7 454)
5. Дітцинген (24 215)
6. Фрайберг-ам-Неккар (15 470)
7. Герлінген (18 996)
8. Гроссботтвар (8 381)
9. Корнталь-Мюнхінген (18 080)
10. Корнвестгайм (30 689)
11. Людвігсбург (87 703)
12. Марбах-ам-Некар (15 527)
13. Маркгренінген (14 483)
14. Оберріксінген (3 015)
15. Ремзек-на-Неккарі (22 437)
16. Заксенгайм (17 211)
17. Штайнгайм-ан-дер-Мурр (11 595)
18. Файгінген-ан-дер-Енц (28 898)

### Общини
1. Аффальтербах (4 651)
2. Беннінген-ам-Неккар (5 427)
3. Ебердінген (6 499)
4. Ердманнгаузен (4 891)
5. Ерлігайм (2 732)
6. Фройденталь (2 388)
7. Геммрігайм (4 059)
8. Геммінген (7 631)
9. Гессігайм (2 225)
10. Інгерсгайм (6 025)
11. Кірхгайм-ам-Неккар (5 195)
12. Лехгау (5 350)
13. Меглінген (10 428)
14. Мундельсгайм (3 188)
15. Мурр (6 047)
16. Оберстенфельд (8 056)
17. Пляйдельсгайм (6 259)
18. Швібердінген (10 720)
19. Зерсгайм (5 134)
20. Тамм (12 112)
21. Вальгайм (3 038)